# Бодхисатва
В будизма бодхисатва (санскрит: बोधिसत्त्व, бодхисатва; пали: बोधिसत्त, бодхисатта) се превежда както като просветлено (бодхи) отношение (саттва), а също и същество на просветлението и означава „героично-мислещ човек (сатва) за просветление (бодхи)“. Бодхисатва на пали понякога се превежда и като „същество на мъдростта“, въпреки че в съвременните публикации, по-специално в тантрическите произведения, този термин е запазен повече като термина джнанасатва („осъзнато същество“; тиб. ཡེ་ཤེས་སེམས་དཔའ་་). Традиционно това е всеки, който подтикван от огромно съчувствие поражда в ума си Бодхичита, която е непоколебимото решение да станеш Буда за доброто на всички чувстващи същества. Будите винаги показват целта, а бодхисатвите показват пътя до нея.

## В Тхеравада будизма
Терминът „бодхисатта“ на езика пали е бил използван от Буда и впоследствие записан в Пали Канона. В него Буда говори за себе си в предишните си животи и последния си живот като младеж преди момента на своето просветление, като употребява фразата „когато бях непросветлен бодхисатта...“. Следователно терминът означава същество, което а „на границата с просветлението“, с други думи, това е човек, чиято цел е да бъде напълно просветлен. В Пали Канона „бодхисатта“ е описан като някой, който е все още обект на раждане, смърт, тъга, болести и заблуди. Петстотин от предишните животи на Буда като „бодхисатта“ са включени в историите Джатака.
В Пали Канона Сидхарта Готама обяснява какво е „бодхисатта“ така:

преди духовното ми пробуждане ми, когато бях непробуден бодхисатта, аз бях обект на раждане, търсих това, което беше обект на раждане. Бидейки самият аз обект на старостта...болест... смърт... тъга... оскверняване, аз видях [щастие в] в това, което иначе беше обект на болест... смърт... тъга... и оскверняване. 
—Арияпариесана сутта
Майтрея (пали: Меттея) е споменат в Пали канона, но не е назован бодхисатта, а само следващия напълно просветлен Буда, който идва дълго след като ученията на настоящия Буда са напълно изгубени.
В по-късната Тхеравада литература, терминът „бодхисатта“ е използван доста често в прекия си смисъл за някой тръгнал по пътя към освобождение. По-късното предание към коментара също припознава съществуването на два допълнителни типа бодхисати: пачека бодхисата, който в бъдеще ще постигне състояние пачека буда; и савака бодхисата, който ще постигне просветление като ученик на Буда. Различните школи имат различно разбиране както за терминологията, така и за историята. Така например според Тхеравада учителя Бхикшу Бодхи пътят на бодхисатва не е преподаван от Буда.
Тхеравада ученият и бхикшу Валпопа Рахула (Шри Раха Маха Тхера) твърдял, че идеала за бодхисатва е поддържан обичайно като по-висш от този на шравака не само в Махаяна будизма, но също така и в Тхеравада. Освен това, Валпопа цитира надпис от 10 век на краля на Шри Ланка Махинда IV (956 – 972 г.), който вписал сред други примери думите „никой друг освен бодхисатвите няма да бъдат крале на Шри Ланка“

На Запад съществува широко-разпространеното мнение, че бодхисатва идеала на Тхеравада, който Западните страни убедително е отъждествяват с Хинаяна е да станеш Арахант, а на Махаяна е да станеш бодхисатва и накрая да достигнеш състояние на буда. Трябва категорично да се каже, че това е неправилно. Тази идея беше разпространена от толкова много ориенталисти във време, когато будистките учения навлизаха в Западните страни, а тези които приеха идеята без да вземат под внимание бедата в проблема чрез изучаване на текстовете и живите традиции на будистките страни. Но е факт, че Тхеравада и Махаяна единодушно приемат бодхисатва идеала като най-висш.
—Валпопа Рахула, Идеалът за бодхисатва в Будизма

## В Махаяна будизма

### Бодхисаттва идеал
Според Кюнзанг ламе шелунг, бодхисатва може да избере между три пътя да помага на съзнаващите същества в процеса на постигане на просветление и те са:
- бодхисатва – крал, който се стреми да стане Буда колкото е възможно по-бързо и да помага на чувстващите същества да реализират своята буда-природа. Пример за това са известните в историята трима Дхарма-крале на Тибет Сонгцен Гампо, Трисонг Децен и Ралпачен.
- бодхисатва – лодкар, който върви по пътя към просветлението заедно с другите чувстващи същества и
- бодхисатва – пастир, който се грижи първо всички същества да станат Буди, преди да помисли за себе си. Смята се, че Авалокитешвара и Шантидева принадлежат на тази категория.

Според учението на някои тибетски школи (като Тхеравада, но по различни причини), само първият от тези трима бива разпознат. Смята се, че будите остават в света, помагайки на другите същества така, че да няма точка на забавяне. Геше Келсанг Гятсо пише:
Според школата Нингма най-ниското ниво е това на царствения бодхисатва, който на първо място търси своята полза, но който осъзнава, че зависи в голяма степен от неговото царство и поданици. Средното ниво е пътя на лодкаря, който пренася своите пасажери през реката и едновременно, разбира се, пренася и себе си. Най-високото ниво е това на овчаря, който иска да бъде сигурен, че всички негови овце ще пристигнат здрави преди него и поставя тяхното добруване пред собственото си.

### Десет парамити и десет нива
Практиката на бодхисатва е тясно свързана с т.нар. Парамити или освобождаващи действия. Обикновено в будистките текстове се говори за Шест парамити, като понякога последната шеста парамита се разглежда като мъдрост, плюс още четири или общо десет парамити. В този случай те се свързват със съответното в Десетте бхуми. Обяснението за Десетте парамити е следното:
1. Щедрост означава да се поддържат съществата и да се разтвори всяка привързаност.
2. Дисциплина или етика означава никога да не се вреди на другите и да се носи възможно повече полза.
3. Търпение значи да се приемат другите, особено ако ни причиняват вреда.
4. Усърдието или радостното усилие е основа за развитието на всички положителни качества.
5. Медитативната концентрация означава преодоляване на смущаващите чувства и придобиване на способности да се пробуждат другите, за да навлязат в пътя на Дхарма.
6. Мъдростта, която води до пълно освобождение.
7. Методи, възникващи от мъдростта, които са неизчерпаеми.
8. Силата на пожеланията, които способстват изпълнението на всяко желание и съзнателното връщане в света за доброто на всички същества.
9. Силата да се носи абсолютно разбиране.
10. Изначалната мъдрост предизвиква пълна увереност относно най-висшата радост и пълното съзряване на плода за себе си и за другите.

Главата за десетте основи в Аватамсака-сутра се отнася за 52 фази. Десетте основи са:
1. Велика Радост: близо до Просветлението бодхисатвата вижда ползата за всички съзнателни същества, така той постига велика радост, оттук и името на това бхуми. В това бхуми бодхисатвата практикува всички парамити (съвършенства), но особено се концентрира върху щедростта (дана).
2. Чистота: Постигайки второто бхуми, бодхисатвата е свободен от петната на неморалността, за това бхуми е наречено „неопетненост“, „чистота“. Тук се набляга на съвършенството в морална дисциплина (сила).
3. Светещ: Третото бхуми е наречена „осветлена“, защото за бодхисатвата, който постига това бхуми, смята се, че светлината на Дарма започва да се излъчва към другите от този бодхисатва. Тук съвършенството е търпение (кшанти).
4. Лъчист: Това бхуми е наречена „лъчиста“, защото се смята, че тя е като излъчваща се светлина, която напълно изгаря това, което се противопоставя на просветлението. Тук съвършенството е сила, мощ (виря).
5. Голяма трудност в обучението: Бодхисатвите, които постигат това бхуми се опитват да помогнат на съзнателните същества да постигнат просветление, но не се въвличат емоционално, когато същества отговарят на това негативно, всяко едно от тези е само по себе си трудно за постигане. Тук съвършенството е в медитативната концентрация (дхяна).
6. Видимо превъзходен: Чрез задълбочаване на съвършенството в мъдростта бодхисатвата не пребивава нито в самсара или нирвана, а в състояние на „ясна трансцендентност“. Тук съвършенството е в мъдрост (праджна).
7. Отива далеч: Съвършенство в умелите начини (упая) за помагане на другите.
8. Неподвижност: Съвършенство в стремежа. Чрез това бхуми бодхисатвата става способен да избере мястото за прераждане.
9. Добра проницателна мъдрост: Тук основната практика е силата.
10. Облак от Дхарма: Основното ударение е практикуването на изначалната мъдрост (тиб. Йеше, санскрит Джнана).

## Велики Бодхисатви
- Авалокитешвара

(кит. Гуан Ин, яп. Каннон, тиб. Ченрезиг) – Любящите Очи, Бодхисатва на съчувствието, слушащият плача на света, почитан навсякъде в Махаяна Будизма, популярен и като покровителя на Тибет.
- Манджушри

(кит. Веншу, яп. Monju, тиб. Джампел Янг) – Бодхисатва на проницателната осъзнатост и мъдрост.
- Ваджрапани

(кит. Jin Gang Shou, яп.Shukongojin, тиб. Чана Дордже) – или Диамант в Ръка: Силата на всички Буди.
- Кшитигарбха

(кит. Di Zang, яп. Джидзо, тиб. Сай Нингпо) – Бодхисатва на адските същества или още Бодхисатва на Великите Обети.
- Акашагарбха

(кит., Xu Kong Zang, яп. Kokuzo) – Бодхисатва на безграничното щастие породено от помагането на безбройни чувстващи същества. Брат близнак на Кшитигарбха.
- Тара

(кит. Ду Му, тиб. Дьолма) – Жена Бодхисатва, в една или 21 форми, в Тибетския Будизъм. Тя дарява силна воля, яснота, безстрашие и дълъг живот. Също така е проявление на Авалокитешвара.
- Самантабадра

(яп. Фуген) – Бодхисатва на Дхармата, Самантабхадра е покровител на изучаващите дхарма (будиското учение), въплъщава силата на мъдростта, покровител на будистката практика и медитация.
- Сарваниварана-Вишкамбин

Бодхисатва, който е извикван да премахва всички обстоятелства, които пречат, и да осигури успешна медитация.